# اویزد و تیشنووا
اویزد و تیشنووا (به لاتین: Újezd u Tišnova) یک منطقهٔ مسکونی در جمهوری چک است که در شهرستان برنو-ونکوو واقع شده‌است. اویزد و تیشنووا ۳٫۵۹ کیلومتر مربع مساحت و ۱۳۳ نفر جمعیت دارد و ۳۰۳ متر بالاتر از سطح دریا واقع شده‌است.